# Pseuduncifera
Pseuduncifera là một chi bướm đêm thuộc họ Tortricidae.

## Các loài
- Pseuduncifera euchlanis Razowski, 1999